# Jennifer Holland (Schauspielerin)

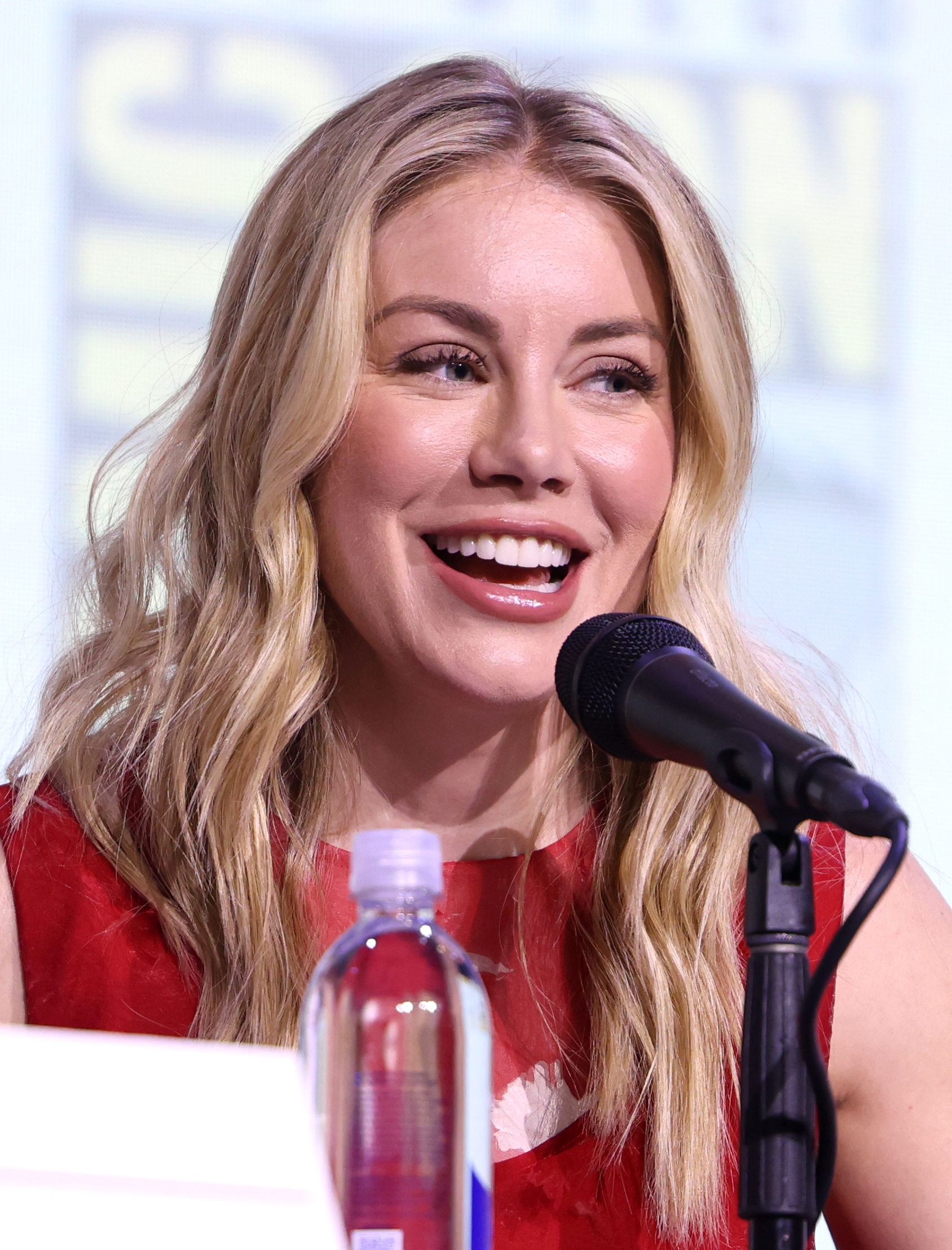
Jennifer Holland (2025)

Jennifer Holland (* 9. November 1987) ist eine US-amerikanische Filmschauspielerin.

## Leben
Holland hatte ihr Debüt 2004 als Schauspielerin in der US-amerikanischen Serie Drake & Josh als Tina. Im gleichen Jahr hatte sie ihren ersten Filmauftritt in dem Thriller Interstate als Hitchhiker. Holland wirkte zumeist in Nebenrollen als Schauspielerin in mehreren US-amerikanischen Filmproduktionen- und bei Fernsehserien in einigen einzelnen Folgen mit. Ihre bisher bekannteste Rolle hatte Holland 2009 mit ihrem Auftritt in den Film als Ashley Monnaghan in American Pie präsentiert: Das Buch der Liebe. Des Weiteren wirkte sie auch in der Serie CSI: Miami und in Cougar Town mit. Es folgten weitere Film- und Fernsehauftritte, darunter 2021 in The Suicide Squad und der Ablegerserie Peacemaker. Daran schlossen sich weitere Arbeiten in dieser Rolle für das DC Extended Universe – in Black Adam und Shazam! Fury of the Gods –, aber auch das Marvel Cinematic Universe – als Administrator Kwol in Guardians of the Galaxy Vol. 3 – an.
Seit September 2022 ist sie mit dem Regisseur James Gunn verheiratet.

## Filmografie
- 2004: Interstate
- 2004: The Sisterhood
- 2004: Drake & Josh (Fernsehserie, 1 Episode)
- 2005: CSI: Miami (Fernsehserie, 1 Episode)
- 2005: House of the Dead II (House of the Dead 2, Fernsehfilm)
- 2008: Zombie Strippers!
- 2008: Assorted Nightmares: Janitor (Fernsehserie, 1 Episode)
- 2009: American Pie präsentiert: Das Buch der Liebe (American Pie Presents: The Book of Love)
- 2009: Cougar Town (Fernsehserie, 1 Episode)
- 2009: Murderabilia (Kurzfilm)
- 2010: Rizzoli & Isles (Fernsehserie, 1 Episode)
- 2010: Zeit der Sehnsucht (Days of Our Lives, Fernsehserie, 2 Episoden)
- 2011: Bones – Die Knochenjägerin (Bones, Fernsehserie, 1 Episode)
- 2011: Level 26: Dark Revelations
- 2011: Supah Ninjas (Fernsehserie, 1 Episode)
- 2012: American Horror Story (Fernsehserie, 2 Episoden)
- 2012: All the Wrong Places (Fernsehfilm)
- 2013: The Glades (Fernsehserie, 1 Episode)
- 2014: Perception (Fernsehserie, 6 Episoden)
- 2016: Rush Hour (Fernsehserie, 1 Episode)
- 2017: Sun Records (Fernsehserie, 8 Episoden)
- 2019: Beauty Juice (Kurzfilm)
- 2019: Brightburn: Son of Darkness
- 2021: The Suicide Squad
- 2022: Peacemaker (Fernsehserie)
- 2022: Black Adam
- 2023: Shazam! Fury of the Gods
- 2023: Guardians of the Galaxy Vol. 3